# Overdiepse Polder

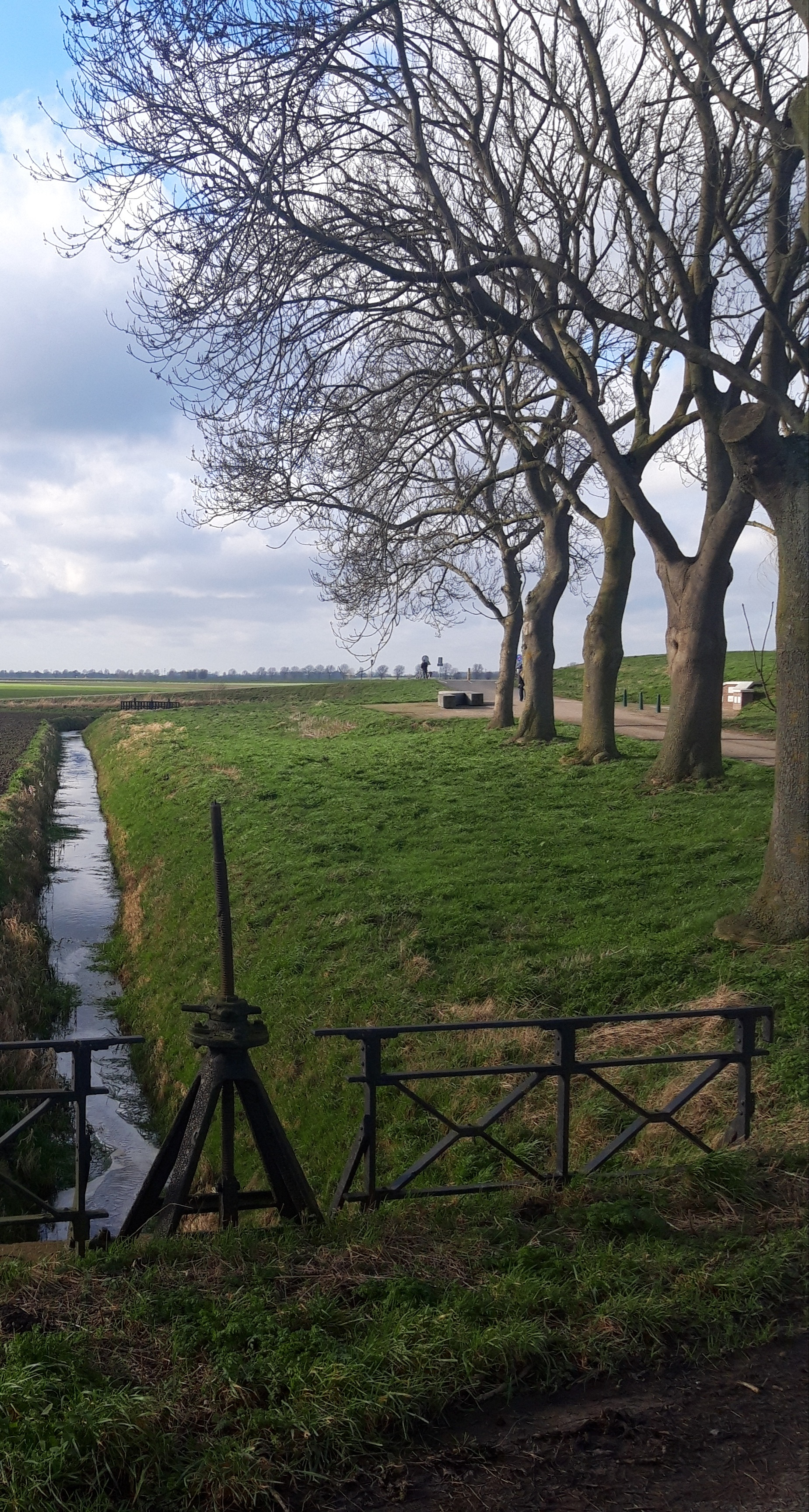
Langstraat, Overdiepse Polder, 2022

De Overdiepse Polder is een langgerekte polder die zich tussen de Bergsche Maas en het Oude Maasje bevindt in het rivierkleigebied. Ze behoort tot de gemeente Waalwijk en de gemeente Geertruidenberg en heeft de vorm van een langgerekt schiereiland. De polder heeft een oppervlakte van 550 ha, plus buitendijks 180 ha uiterwaard.
Enkele bruggen verbinden het gebied met de zuidelijk gelegen Langstraat en een veerpont vormt de verbinding met de plaatsen Dussen en Meeuwen in het Land van Heusden en Altena. Begin eenentwintigste eeuw waren er 17 boerenbedrijven gevestigd die zich voornamelijk met melkveehouderij bezighielden.

## Geschiedenis
De Overdiepse Polder in de huidige vorm ontstond in 1904, toen de Bergsche Maas gereedkwam. In 1421 werd het gebied overstroomd door de Sint-Elisabethsvloed en was daarna een uitloper van de Biesbosch. Geleidelijk werd er land teruggewonnen waardoor het gebied als De Aanwas bekend kwam te staan. Het behoorde tot het Land van Altena en werd voornamelijk als hooiland gebruikt.
Na het graven van de Bergsche Maas werd de polder beter ontwaterd en kon het als weide- en akkerbouwgebied worden benut. Ook kwam de polder toen bij de Langstraatgemeenten die later tot de fusiegemeente Waalwijk werden samengevoegd. Het typische en historische slagenlandschap verdween ten gevolge van de ruilverkaveling van 1948. In het begin van de jaren 70 van de 20e eeuw vond een tweede ruilverkaveling plaats.

## Gebruik als waterberging

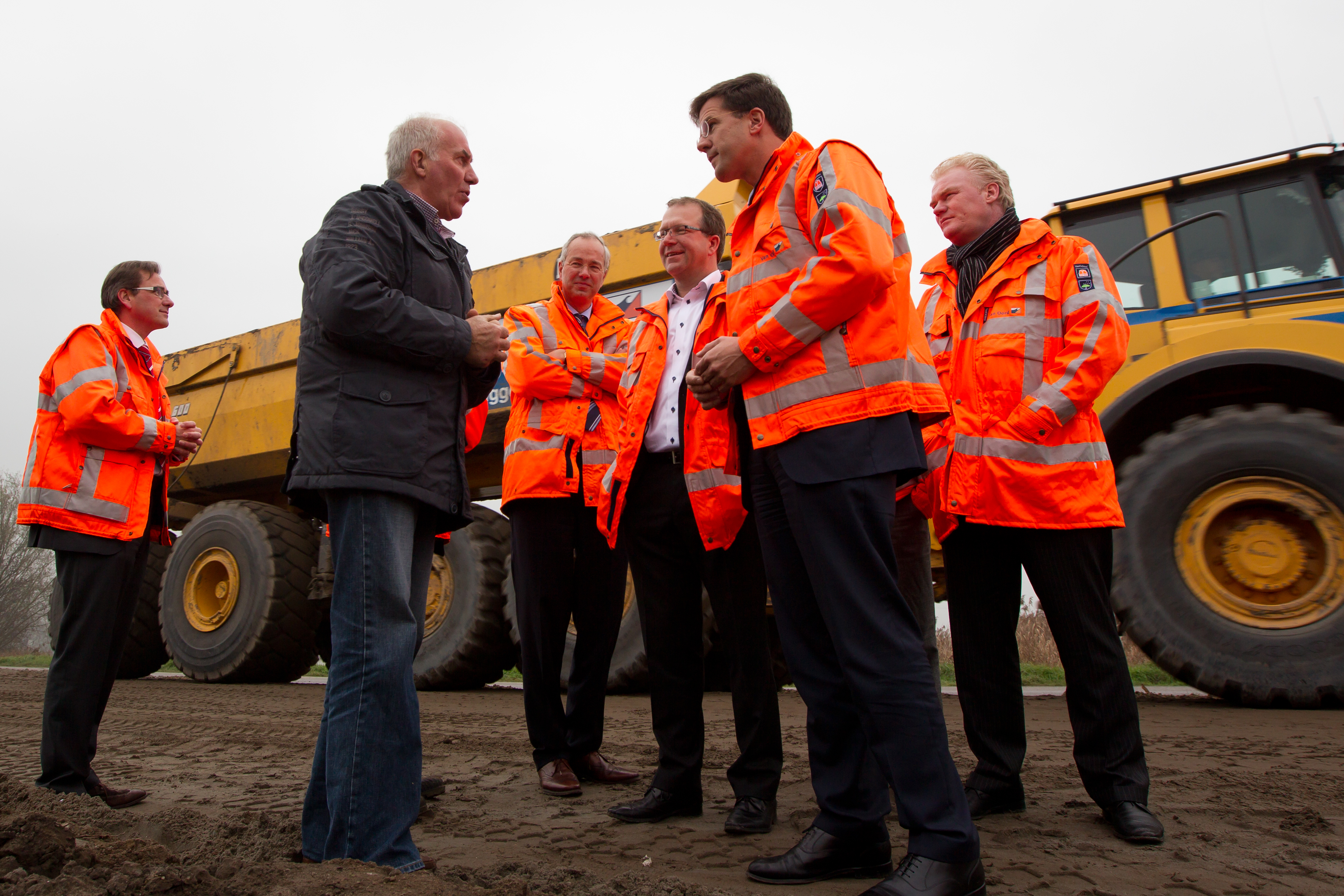
Premier Rutte spreekt in 2011 ter plaatse met een bedenker van het terpenplan voor de Overdiepse Polder, uit een groep bewoners

In 2000 kwam, in het kader van het overheidsprogramma Ruimte voor de rivier, het plan op tafel om de polder bij hoge rivierwaterstand te benutten als waterberging teneinde andere gebieden te behoeden voor overstromingen van de grote rivieren. Om de polder geschikt te houden voor landbouw, bedachten inwoners en ondernemers een plan. Bestaande boerderijen en agrarische bedrijfsgebouwen zouden worden gesloopt en er zouden negen terpen aan de zuidrand van de polder komen voor nieuwe gebouwen met groeipotentie voor de bedrijven. Een duizenden jaren oud concept, maar high tech uitgevoerd. Het project kreeg subsidie van de Europese Unie en kan (inter-)nationaal op belangstelling rekenen. De terpen zijn allemaal in gebruik genomen, acht anderen toonden zich bereid hun bedrijf vrijwillig te beëindigen of elders voort te zetten.
De werkzaamheden vonden plaats tussen 2010 en 2015.

## Externe bronnen
- Rapport waterbergingsplannen
- Overdiepse polder - 15 jaar overheidsparticipatie (brochure)

- Ruimte voor de rivieren website Rijkswaterstaat (met uitlegvideo)
- Reportage NOS: Zijn we klaar voor meer watergevaar (video)